# Hadena conjuncta
Hadena conjuncta là một loài bướm đêm trong họ Noctuidae.